# Kidō Sōkō Dion
Kidō Sōkō Dion (機動装甲ダイオン), intitulé Imperium aux États-Unis, est un jeu vidéo du type shoot them up par Vic Tokai édité en novembre 1992 sur Super Nintendo. C'est une adaptation en jeu vidéo de la série basée sur l'anime Mobile Suit Gundam,.